# Ы
Ы, ы (en cursiva Ы, ы) és una lletra de l'alfabet ciríl·lic. Representa el fonema /i/ després de consonants dures no palatalitzades en els alfabets belarús i rus. A causa de processos fonològics, es retrau la pronunciació de /i/ després de consonants alveolars (д з л н р с т ц) a una vocal tancada central no arrodonida [ɨ], o [ʷi] després de б в м п. En rutè representa un so que és una mica més fort que [ɨ] i és proper al so î del romanès. En algunes situacions pot passar que es palatalitza després d'algunes consonants, com к г ґ х (exemple: синый 'blau').
Mentre que les vocals en l'alfabet ciríl·lic poden dividir-se en palatalitzades i no palatalitzades (per exemple, a i я representen totes dues /a/, però l'última denota una consonant palatalitzada anterior), en el cas d'ы és més difícil; tot i que apareix només després de consonants dures, el seu valor fonètic difereix (и) i hi ha alguns acadèmics que estan en desacord quant a si ы i и indiquen diversos fonemes.
Com moltes altres lletres ciríl·liques, originàriament fou formada a partir d'una lligadura, l'antiga forma de la qual s'assemblava a н. En els manuscrits medievals no hi havia gaire distinció entre ъі i ъи, per exemple. Un cop que les lletres ъ i ь posteriorment varen perdre llurs valors com a vocals en les llengües eslaves, només perdurà en alguns alfabets eslaus moderns, com ы.
Aquesta lletra és generalment transliterada al català com a i, per exemple, Крылов - Krilov. Aquesta ortografia no coincideix, d'altra banda, amb la polonesa, atès que en aquesta llengua la lletra ы té com a equivalent y.
Per regla general, en rus no es comença una paraula amb aquesta lletra (tret del verb específic ыкать), emperò es dona en molts noms propis i comuns d'origen rus (àdhuc alguns noms geogràfics a Rússia) que comencen amb aquesta lletra, per exemple, Ытык-Кюёль - Itik-Kiuiol; Ыгыатта - Igiatta; un poble i un riu de la República de Sakhà (Iakútia), respectivament.
La lletra ы s'empra també en diversos idiomes no eslaus que fan servir l'alfabet ciríl·lic, com algunes llengües turqueses i mongòliques per denotar una vocal tancada posterior no arrodonida /ɯ/.

## Taula de codis
| Codificació de caràcters | Tipus     | Decimal | Hexadecimal | Octal  | Binari              |
| ------------------------ | --------- | ------- | ----------- | ------ | ------------------- |
| Unicode                  | Majúscula | 1067    | 042B        | 002053 | 0000 0100 0010 1011 |
| Unicode                  | Minúscula | 1099    | 044B        | 002113 | 0000 0100 0100 1011 |
| ISO 8859-5               | Majúscula | 203     | CB          | 313    | 1100 1011           |
| ISO 8859-5               | Minúscula | 249     | EB          | 353    | 1110 1011           |
| KOI 8                    | Majúscula | 249     | F9          | 371    | 1111 1001           |
| KOI 8                    | Minúscula | 217     | D9          | 331    | 1101 1001           |
| Windows 1251             | Majúscula | 219     | DB          | 332    | 1101 1011           |
| Windows 1251             | Minúscula | 251     | FB          | 373    | 1111 1011           |